# Norman Reedus
Norman Mark Reedus (6. siječnja, 1969.), američki je glumac. Najpoznatiji je po ulogama Murphyja McManusa u filmu Sveci Bondoocka i u nastavku 10 godina kasnije i Daryla Dixona u televizijskoj seriji Živi mrtvaci. 

## Rani život i karijera
Norman Reedus rođen je u Hollywoodu, Floridi, 1969. godine. Također proveo je neko vrijeme živeći u Japanu, Ujedinjenom Kraljevstvu i Španjolskoj. U Los Angelesu radio je u dućanu Harley Davidsona u gradskoj četvrti Veniceu i doprinosio je ilustracijama raznim izložbama kao slikar, fotograf, kipar i video umjetnik. Svoje prvo iskustvo u glumi dobio je u drami Maps for Drowners u kazalištu Tiffany na bulevaru Zalaska sunca. Na zabavi u Los Angelesu počeo je vikati s velikim sunčanim naočalama sve dok ga je netko pitao hoće li biti u drami, s pretpostavkom da će biti dobar glumac.

## Film i televizija
Film u kojem je prvi put nastupio je Mimic, iz 1997. godine, kojega je režirao Guillermo del Toro, imao je ulogu Jeremyja. Također imao je uloge u filmovima Floating, Šest puta do nedjelje, Divlje dvojke, Blade 2, 8mm, Američki gangster, Traži se heroj i Moscow Chill. 2008. je glumio u filmu Crveni kanjon.
Reedus je također igrao ulogu Murphyja McManusa u filmu iz 1999. godine Sveci Boondocka nasuprot Willemu Dafoeu i Sean Patrick Flaneryju. 
2010. godine, Reedus je prihvatio ulogu Daryla Dixona u AMC-ovoj televizijskoj seriji Živi mrtvaci. Lik izvorno nije iz istoimenog stripovskog serijala, ali je stvoren posebno za Reedusa nakon svoje audicije za lika Merlea Dixona. Kreator stripa Robert Kirkman je izjavio da se osjeća "apsolutno blagoslovljenim otkada je Reedus počastvovao seriju svojom prisutnošću, te došao i preuzeo ulogu i definirao Daryla Dixona. Normanov prikaz lika u prvoj sezoni je inspirirao sve pisce da naprave ono što smo mu mi napravili u drugoj sezoni. Volimo pisati o njemu i raditi cool stvari s njim.". Reedus je bio nominiran za nagradu Saturn za najboljeg sporednog glumca zbog svog rada kao Daryl Dixon u 2012. godini.

## Osobni život
Reedus je bio u dugoj vezi sa supermodelom Helenom Christensen, od 1998. do 2003. godine, iako se nikad nisu vjenčali, unatoč glasinama. Zajedno imaju sina Mingusa Luciena Reedusa, rođenoga 13. listopada 1999. godine. Reedus i Christensen su ostali prijatelji i dijele skrbništvo nad sinom.
2005. godine, dok je bio u Berlinu, Njemačkoj, Reedus je bio u prometnoj nesreći. Morao je na operaciju i na lijevom oku ima titanijsku očnu šupljinu i četiri vijka u nosu. 
Ima nekoliko tetovaža: očevo ime na lijevoj strani prsa (također "Norman", u spomen), vraga na gornjem dijelu desne ruke, "Mingus" s crvenim slovima na podlaktici, zvijezdu na desnoj ruci, maleni "X" iznad lijeve ključne kosti, dva demona na leđima, srce na desnom ručnom zglobu i zmiju na desnoj nozi. 

## Filmografija

### Film
| Godina | Naslov                                            | Uloga                   | Bilješke                                    |
| ------ | ------------------------------------------------- | ----------------------- | ------------------------------------------- |
| 1997.  | Floating                                          | Van                     | Posebna nagrada žirija za glumačku izvedbu. |
| 1997.  | Mimic                                             | Jeremy                  |                                             |
| 1997.  | Šest puta do nedjelje                             | Harry Odum              |                                             |
| 1998.  | Davis je mrtav                                    | Larry                   |                                             |
| 1998.  | Gubim te                                          | Toby                    |                                             |
| 1998.  | Dosegnuti stijenu                                 | Danny                   |                                             |
| 1998.  | Tamna luka                                        | Mladić                  |                                             |
| 1999.  | Neka vrag nosi crno                               | Brautigan               |                                             |
| 1999.  | 8mm                                               | Warren Anderson         |                                             |
| 1999.  | Sveci Boondocka                                   | Murphy MacManus         |                                             |
| 2000.  | Beat                                              | Lucien Carr             |                                             |
| 2000.  | Trač                                              | Travis                  |                                             |
| 2000.  | Loše sjeme                                        | Jonathan Casey          |                                             |
| 2000.  | Pijesak                                           | Jack                    |                                             |
| 2001.  | The Beat Nicks                                    | Nick Nero               |                                             |
| 2002.  | Luster                                            | Dostavljač              |                                             |
| 2002.  | Blade II                                          | Scud                    |                                             |
| 2002.  | Divlje dvojke                                     | Marco                   |                                             |
| 2003.  | Nitko ne treba znati                              | Kurt                    |                                             |
| 2003.  | Teška sreća                                       | Archie                  |                                             |
| 2003.  | Oktan                                             | Čovjek u oporavku       |                                             |
| 2004.  | Do noći                                           | Robert                  |                                             |
| 2004.  | Ôsama no kampô                                    |                         |                                             |
| 2005.  | Antitijela                                        | Polizist Schmitz        |                                             |
| 2005.  | Zloglasna Bettie Page                             | Billy Neal              |                                             |
| 2005.  | Udobno zatupljen                                  | Buddy Flemming          |                                             |
| 2005.  | Majstori horora - John Carpenters - Cigareta gori | Kirby Sweetman          |                                             |
| 2006.  | 13 grobova                                        | Norman                  |                                             |
| 2006.  | Zidovi                                            | Henry Flesh             | Kratki film                                 |
| 2006.  | Zločin                                            | Vincent Harris          |                                             |
| 2006.  | Mislio sam na tebe                                |                         | Kratki film, pisac i redatelj               |
| 2006.  | Kralj ubojica                                     | Jack Trust              |                                             |
| 2007.  | Američki gangster                                 | Detektiv Norman Reilly  |                                             |
| 2007.  | Moscow Chill                                      | Ray Perso               |                                             |
| 2008.  | Traži se heroj                                    | Pastir                  |                                             |
| 2008.  | Upoznaj me u Berlinu                              | Neimenovani Amerikanac  | Kratki film                                 |
| 2008.  | Crveni kanjon                                     | Mac                     |                                             |
| 2008.  | Mrtva linija                                      | Seth                    | Kratki film                                 |
| 2008.  | Klaun                                             | Lucien                  | Kratki film                                 |
| 2008.  | Cadillac Records                                  | Inženjer Chess Recordsa |                                             |
| 2008.  | Echo izumiranja                                   | Eric Richards           |                                             |
| 2008.  | Styrofoam duša                                    | Joe                     |                                             |
| 2009   | Potjera                                           | Opasan tip              |                                             |
| 2009.  | Glasnici 2: Strašilo                              | John Rollins            |                                             |
| 2009.  | Pandorum                                          | Pastir                  |                                             |
| 2009.  | Noć Templara                                      | Henry                   |                                             |
| 2009.  | Sveci Boondocka II: Dan svetaca                   | Murphy MacManus         |                                             |
| 2010.  | Meskada                                           | Dennis Burrows          |                                             |
| 2010.  | Urotnik                                           | Lewis Payne             |                                             |
| 2010.  | Ollie Klublershturf vs. The Nazi                  | Barry                   | Kratki film                                 |
| 2010.  | 8 Uhr 28                                          | Stranac                 |                                             |
| 2011.  | Hello Herman                                      | Lax Morales             |                                             |
| 2012.  | Noć Templara                                      | Henry Flesh             |                                             |
| 2013.  | Iron Man: Rise of Technovore                      | Frank Castle/Punisher   | Glas                                        |
| 2013.  | Sunlight Jr.                                      | Justin                  |                                             |
| 2013.  | Kronike zalagaonice                               | Stanley                 | Primjer                                     |
| 2014.  | Stretch                                           | TBA                     | Snima se                                    |

## Vanjske poveznice
- (engl.) Norman Reedus na IMDb-u